# Planul Dalet
Planul Dalet (în ebraică תוכנית ד', translit. Tokhnit dalet) a fost un plan conceput de Haganah în Palestina Mandatară, în martie 1948. Planul a fost denumit după litera Dalet (ד), a patra din alfabetul ebraic.
Scopul lui este un subiect de dezbatere. Planul a fost conceput ca un set de linii directoare pentru preluarea controlului Palestinei Mandatare, declararea ei stat evreu și apărarea granițelor și populației acesteia, inclusiv a populațiilor evreiești din afara frontierelor, „înainte și în anticiparea” invaziei armatelor arabe regulate. Conform generalului israelian Iehoșafat Harkabi, „Planul Dalet” chema la cucerirea orașelor și satelor arabe din interiorul și de-a lungul granițelor regiunii propuse în Planul ONU de împărțire pentru înființarea unui stat evreu. În cazul în care ar fi opus rezistență, locuitorii satelor cucerite urmau a fi expulzați în afara granițelor statului evreu. Dacă nu opuneau rezistență, locuitorilor li s-ar fi permis să rămână, însă sub administrație militară.
Intențiile Planului Dalet sunt un subiect care stârnește multe controverse, unii istorici afirmând că scopul lui a fost unul complet defensiv, în timp ce alți istorici afirmă că planul avea drept scop expulzarea arabilor palestinieni, numită uneori chiar epurare etnică, pe temeiul că acest lucru a fost o parte integrantă a unei strategii planificate.

## Context
Începând din 1945, Haganah a conceput și implementat patru planuri militare generale, iar acestea au dus în final la crearea Israelului și la deposedarea palestinienilor:
- Planul Alef (Planul A), întocmit în februarie 1945 pentru a completa obiectivul politic unilateral al declarației de independență. A fost conceput pentru a suprima rezistența arabă palestiniană la preluarea de către sioniști a unor părți ale Palestinei.[8]
- Planul Bet (Planul B), întocmit în septembrie 1945,[9] lansat în mai 1947 și proiectat să înlocuiască Planul Alef în contextul noilor dezvoltări precum prezentarea de către britanici a problemei Palestinei la Națiunile Unite și sporirea opoziției din partea statelor arabe vecine la planul sionist de partiție.[necesită citare]
- Planul Gimel (Planul C), cunoscut și ca „Planul din mai”, întocmit în mai 1946,[9] lansat în noiembrie/decembrie 1947 în urma Planului ONU de împărțire a Palestinei. A fost conceput pentru a spori mobilizarea militarilor și polițiștilor sioniști și a facilita acțiunile în caz de necesitate.[10][11][12]
- Planul Dalet (Planul D), din martie 1948, este cel mai notabil. Ghidat de o serie de planuri operaționale amănunțite, ale căror contururi generale au fost schițate încă din 1944, planul Dalet a fost elaborat pentru a extinde zonele deținute de evrei și dincolo de teritoriul alocat statului evreiesc propus în Planul de împărțire al ONU. Obiectivul său general era cucerirea a cât mai mult teritoriu posibil înaintea încheierii mandatului britanic — moment în care liderii sioniști plănuiau să își declare statul.[11][12]

Pe 29 noiembrie 1947, Organizația Națiunilor Unite a votat favorabil împărțirea Palestinei într-un stat arab și unul evreu ca soluție pentru terminarea mandatului britanic. Imediat după aprobarea planului de împărțire al Națiunilor Unite, comunitatea evreiască și-a arătat bucuria, în timp ce comunitatea arabă și-a exprimat revolta față de acesta. La o zi după votul ONU, un val de atacuri comise de arabi a dus la decesul a cel puțin opt evrei, unul ucis în Tel Aviv de un lunetist, iar șapte în ambuscade asupra autobuzelor civile, revendicate ca represalii față de un atac al Lehi desfășurat cu 10 zile mai devreme. Împușcăturile, aruncarea cu pietre și revoltele au continuat și în zilele următoare. Luptele s-au declanșat aproape imediat ce planul de împărțire a fost aprobat, primele incidente desfășurându-se în timpul revoltelor arabe de la Ierusalim, din 1947. Curând după aceea violențele au izbucnit și în alte părți și au devenit din ce în ce mai generalizate. Crimele, represaliile și contra-represaliile au provocat zeci de victime în ambele tabere ale conflictului. Impasul sângeros a persistat și din cauză că nici o forță externă nu a intervenit să pună capăt escaladării ciclului violențelor.
Începând din ianuarie operațiunile au sporit în militarizare, fapt influențat și de intervenția în Palestina a unui număr de regimente ale Armatei Arabe de Eliberare, alcătuite din voluntari din țările arabe, fiecare din acestea fiind active în diferite sectoare din și din jurul orașelor de pe litoral. Voluntarii arabi și-au consolidat prezența în Galileea și Samaria. Militantul naționalist palestinian Abdul Qader al-Husseini a sosit din Egipt în fruntea a câtorva sute de oameni din Armata Țării Sfinte, o grupare alcătuită din forțe arabe neregulate. După ce a recrutat câteva mii de voluntari, al-Husseini a organizat o blocadă împotriva celor 100.000 de locuitori evrei din Ierusalim. Pentru a contracara această acțiune, autoritățile Ișuvului au încercat aprovizionarea evreilor din oraș folosind convoaie alcătuite din până la circa 100 de vehicule blindate, dar operațiunile au devenit din ce în ce mai grele pe măsură ce numărul membrilor convoaielor uciși de forțele arabe a crescut. Încă din luna martie tactica lui al-Husseini, denumită uneori „Războiul șoselelor”, dăduse rezultate. Aproape toate vehiculele armate ale Haganah fuseseră distruse, blocada se afla în plină desfășurare, iar Haganah pierduse peste 100 de militari. Conform lui Benny Morris, situația celor care locuiau în colonii evreiești izolate din Negev și nordul Galileei era la fel de critică. Ilan Pappé a consemnat că la începutul lunii martie conducerea militară a Ișuvului nu părea încă să privească situația generală din Palestina cu îngrijorare, ci era mai degrabă ocupată cu finalizarea unui master-plan.
Dar situația de pe teren a determinat Statele Unite să-și retragă sprijinul pentru planul de împărțire a Palestinei, decizie care a încurajat Liga Arabă să creadă că palestinienii, întăriți cu trupe ale Armatei Arabe de Eliberare, ar putea pune capăt ideii de împărțire. Între timp însă, pe 7 februarie 1948, britanicii au decis să susțină anexarea părții arabe a Palestinei la Transiordania.

## Planul

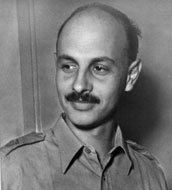
Yigael Yadin, presupus autor al Planului Dalet.

În 1947, David Ben-Gurion a reorganizat Haganah și a declarat înrolarea obligatorie. Fiecare femeie sau bărbat evreu din Palestina urma să primească pregătire militară. Au fost procurate echipamente militare din numeroasele stocuri ale celui de-al Doilea Război Mondial și din Cehoslovacia, iar acestea au fost aduse în Palestina prin Operațiunea Balak. 
Există controverse printre istorici în ceea ce îi privește pe autorii exacți ai Planului Dalet. Conform unora dintre cercetători, planul a fost rezultatul analizelor lui Yigael Yadin, la acea vreme șeful interimar al Haganah, după ce Ben-Gurion l-a însărcinat cu responsabilitatea de a concepe un plan de pregătire față de anunțata intervenție a statelor arabe. Conform lui Ilan Pappé, planul a fost conceput de „consultanță”, un grup de circa 12 figuri militare, de securitate și specialiști pe probleme arabe, sub îndrumarea lui Ben-Gurion. Planul a fost finalizat și trimis unităților Haganah la începutul lunii martie 1948. Planul era alcătuit dintr-o secțiune generală și din ordine de operațiuni pentru brigăzi, care specificau ce sate arabe trebuiau vizate, precum și alte misiuni specifice. Secțiunea generală a planului a fost transmisă și liderilor politici ai Ișuvului.

### Scop
Odată cu acest plan Haganah a început și transformarea dintr-o organizație subterană într-o armată regulată. Reorganizarea a inclus formarea de brigăzi și comandamente de luptă. Țelurile declarate mai includeau pe lângă reorganizare și câștigarea controlului asupra regiunilor din interiorul plănuitului stat evreu, dar și asupra așezărilor evreiești din afara granițelor acestuia. Controlul urma să fie obținut prin fortificarea pozițiilor cheie în zonele și pe drumurile înconjurătoare, cucerirea satelor arabe apropiate de așezările evreiești și ocuparea bazelor britanice și a secțiilor de poliție din care britanicii se retrăgeau.
În introducerea planului se afirmă următoarele:
a) Obiectivul acestui plan îl reprezintă obținerea controlului asupra zonelor aparținând statului evreu și apărarea granițelor acestuia. Planul țintește de asemenea la obținerea controlului regiunilor cu așezări și concentrări evreiești care sunt situate în afara frontierelor (statului evreu) împotriva forțelor regulate, semi-regulate sau de mici dimensiuni care operează din baze aflate în afara sau în interiorul statului.
În cuprinsul planului se mai afirmă:
f) În general, scopul acestui plan nu este o operațiune de ocupație în afara frontierelor statului evreu. Totuși, în ceea ce privește bazele inamice situate direct în apropierea granițelor, care pot fi utilizate ca rampe de lansare pentru infiltrarea pe teritoriul statului, acestea trebuie să fie ocupate temporar, să fie curățate de persoane ostile în conformitate cu liniile directoare de mai sus și trebuie să fie apoi integrate în sistemul nostru defensiv până la încetarea operațiunilor.
Conform istoricului David Tal,
Strategia chema la consolidarea și stabilizarea unei fâșii evreiești continue în zonele desemnate pentru un stat evreu și de-a lungul presupuselor sale frontiere și la hărțuirea și confruntarea cu forțele arabe care avansau spre interior. Succesul acestei strategii a depins de trei elemente: „curățirea” de prezența arabă a zonei frontierelor statului evreu; fortificarea așezărilor evreiești situate de-a lungul liniilor de avans ale coloanelor arabe; și raiduri de tip „lovește-și-fugi” împotriva trupelor arabe, pe măsură ce acestea avansau.

### Detalii
Secțiunea a 3-a a planului, paragraful (b) Consolidarea sistemelor de apărare și fortificațiilor, îndeamnă la ocuparea stațiilor de poliție, la controlarea instalațiilor guvernamentale și la apărarea arterelor secundare de transport. Partea a 4-a a acelui paragraf include următoarele aliniate controversate:
Declanșarea de operațiuni împotriva centrelor populate inamice situate înăuntrul sau în apropierea sistemului nostru defensiv, cu scopul de a preveni folosirea lor ca baze de către o forță armată activă. Aceste operațiuni pot fi împărțite în următoarele categorii:
Distrugerea satelor (incendierea lor, dinamitarea și plantarea de mine printre ruine), în special a acelor centre populate care sunt dificil de controlat continuu.
Declanșarea de operațiuni de căutare și control în conformitate cu următoarele linii de conduită: încercuirea satelor și executarea de percheziții în interiorul lor. În cazul în care se opune rezistență, forțele armate trebuie distruse și populația trebuie expulzată în afara frontierelor statului.
Satele care vor fi golite în maniera descrisă mai sus trebuie incluse în sistemul defensiv fix și trebuie fortificate în consecință.
Dacă nu se opune rezistență, trupe de garnizoană vor intra în sat și vor ocupa poziții în interiorul lui sau în locuri care permit un control tactic complet. Ofițerul comandant al unității va confisca toate armele, dispozitivele fără fir și vehiculele motorizate din sat. În plus, el va reține toate persoanele suspecte politic. După consultarea autorităților politice [evreiești] vor fi înființate organisme constituite din săteni pentru administrarea afacerilor interne ale satului. În fiecare regiune, o persoană [evreiască] va fi numită responsabilă pentru organizarea afacerilor politice și administrative ale tuturor satelor [arabe] și centrelor populate ocupate din acea regiune.
Paragraful (g) Contraatacuri înăuntrul și în afara granițelor statului afirmă printre altele:
Contraatacurile vor fi efectuate în general după cum urmează: o forță de mărimea unui batalion, în medie, va efectua o infiltrare în adâncime și va lansa atacuri concentrate împotriva centrelor populate și bazelor inamice, cu scopul de a le distruge odată cu forțele inamice poziționate acolo.

### Implementare

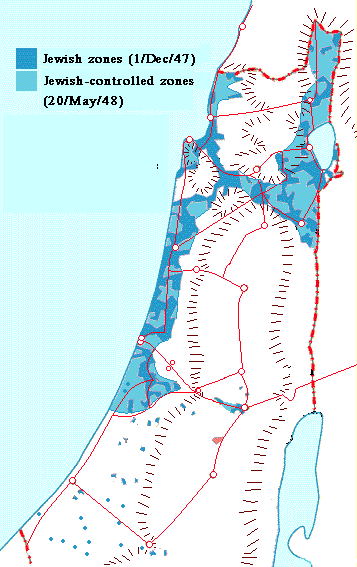
Zonele controlate de Ișuv înainte și după implementarea Planului Dalet.

Planul Dalet a fost implementat începând din luna aprilie 1948. Acest lucru a marcat începerea celei de-a doua faze a războiului, în care, conform lui Benny Morris, forțele Haganah au trecut de la defensivă la ofensivă.

## Execuție
Prima operațiune, numită Nachshon, a constat în ridicarea blocadei Ierusalimului. 1500 de oameni din brigada Givati a Haganah și brigada Harel a Palmach au întreprins, între 5 și 20 aprilie, incursiuni pentru a elibera șoseaua spre oraș. Operațiunea a fost încununată de succes și provizii suficiente pentru două luni au fost transportate cu camioanele în Ierusalim și distribuite populației evreiești.
Succesul operațiunii a fost sporit de uciderea în luptă a lui Al-Hussayni. În chiar această perioadă și independent de Haganah sau de calendarul Planului Dalet, trupe neregulate ale formațiunilor Irgun și Lehi au masacrat un număr de arabi la Deir Yassin, incident care, deși deplâns și criticat public de principalele autorități evreiești, a avut un impact puternic asupra moralului populației palestiniene.
În aproximativ același timp, 4–14 aprilie, prima operațiune pe scară largă a Armatei Arabe de Eliberare s-a sfârșit într-un dezastru, fiind învinsă fără drept de apel la Mishmar HaEmek, eșec ce a coincis și cu pierderea aliaților ei druzi, care au dezertat în masă.
În cadrul asigurării continuității teritoriale evreiești prevăzute de Planul Dalet, forțele Haganah, Palmach și Irgun intenționau să cucerească zone mixte. Tiberias, Haifa, Safed, Beisan, Jaffa și Acra au fost ocupate. Totuși, „Planul D” nu a început în acel moment. Societatea palestiniană a fost zguduită, rezultând în fuga a peste 250.000 de palestinieni.
La acea vreme, britanicii își retrăseseră în principiu trupele. Situația i-a obligat pe liderii statelor arabe vecine să intervină, dar pregătirile lor nu se finalizaseră și nu au putut strânge suficiente forțe pentru a înclina balanța războiului în favoarea lor. Speranța multor palestinieni era în Legiunea Arabă a regelui Transiordaniei, Abdullah I, dar acesta nu avea nici o intenție de a crea un stat palestinian de sine stătător, ci spera să anexeze cât mai mult teritoriu posibil din Palestina Mandatară.
În pregătirea ofensivei, Haganah a lansat cu succes operațiunile Yiftah și Ben-'Ami pentru a securiza coloniile evreiești din Galileea, și operațiunea Kilshon, care a creat un front unit în jurul Ierusalimului.

### Operațiuni
| Operațiune               | Data începerii | Obiectiv                                                                      | Localizare                                              | Rezultat                           |
| ------------------------ | -------------- | ----------------------------------------------------------------------------- | ------------------------------------------------------- | ---------------------------------- |
| Operațiunea Nachshon     | 1 aprilie      | Realizarea unui coridor care să conecteze Tel Aviv cu Ierusalim               | Teritorii alocate viitorului stat arab                  | Încununată de succes               |
| Operațiunea Harel        | 15 aprilie     | Realizarea unui coridor care să conecteze Tel Aviv cu Ierusalim               | Lângă Latrun, în teritorii alocate viitorului stat arab | Eșuată                             |
| Operațiunea Bi'ur Hametz | 21 aprilie     | Capturarea Haifei                                                             | Teritorii alocate viitorului stat evreu                 | Încununată de succes               |
| Operațiunea Yevusi       | 27 aprilie     | Spargerea asediului Ierusalimului                                             | Corpus separatum                                        | Eșuată                             |
| Operațiunea Hametz       | 27 aprilie     | Capturarea Jaffei                                                             | Teritorii alocate viitorului stat arab                  | Încununată de succes               |
| Operațiunea Yiftach      | 28 aprilie     | Consolidarea controlului asupra întregului est al Galileei                    | Teritorii alocate viitorului stat evreu                 | Încununată de succes               |
| Operațiunea Matateh      | 3 mai          | Alungarea forțelor arabe dintre Tiberias și estul Galileei                    | Teritorii alocate viitorului stat evreu                 | Încununată de succes               |
| Operațiunea Maccabi      | 7 mai          | Alungarea forțelor arabe de lângă Latrun și blocul Ierusalimului              | Teritorii alocate viitorului stat arab                  | Eșuată                             |
| Operațiunea Gideon       | 11 mai         | Alungarea forțelor arabe din zona văii Beit She'an                            | Teritorii alocate viitorului stat evreu                 | Încununată de succes               |
| Operațiunea Barak        | 12 mai         | Alungarea forțelor arabe din nordul Negevului                                 | Teritorii alocate viitorului stat evreu                 | Oprită din cauza invaziei egiptene |
| Operațiunea Ben'Ami      | 14 mai         | Alungarea forțelor arabe din Acra și vestul Galileei                          | Teritorii alocate viitorului stat arab                  | Încununată de succes               |
| Operațiunea Kilshon      | 14 mai         | Alungarea forțelor arabe din orașul nou al Ierusalimului                      | Corpus separatum                                        | Încununată de succes               |
| Operațiunea Shfifon      | 14 mai         | Spargerea asediului cartierului evreiesc din centrul istoric al Ierusalimului | Corpus separatum                                        | Eșuată                             |

## Rezultat
Conform istoricului israelian Benny Morris, execuția planului a durat circa opt săptămâni, începând din 2 aprilie. În aceste săptămâni poziția Ișuvului s-a schimbat dramatic. Mulți lideri arabi părăsiseră țara, iar conducerea locală palestiniană se prăbușise. În tabăra evreiască numărul celor uciși în timpul executării planului a ajuns la 1.253, din care 500 de civili. În tabăra arabă contraatacurile și ofensivele evreiești au precipitat un exod în masă a circa 250.000–300.000 de oameni. Conform lui Benny Morris, această „răsturnare demografică masivă ... a propulsat statele arabe mai aproape de o invazie față de care erau în mare măsură lipsite de entuziasm”.

## Controverse privind scopul
Scopul Planului Dalet este un important subiect de controversă, istoricii dintr-o tabără afirmând că acesta era unul pur defensiv, în timp ce istoricii din tabăra opusă consideră că planul țintea la cât mai multe cuceriri teritoriale și expulzări posibil.
- Conform istoricului francez Henry Laurens, importanța dimensiunii militare a Planului Dalet devine mai clară prin compararea operațiunilor armatelor iordaniană și egipteană. Omogenitatea etnică a zonei de litoral a Palestinei, obținută prin expulzări ale palestinienilor, a ușurat oprirea avansului egiptenilor, în timp ce Ierusalimul evreiesc, situat într-o zonă cu populație arabă, a fost încercuit de armata iordaniană.[38]

Conform lucrării The Oxford Handbook of Genocide Studies, deși există controverse cu privire la faptul dacă Planul Dalet a fost un plan centralizat de epurare etnică, s-ar putea la fel de bine ca forțele Haganah să fi descoperit singure că pot efectua o purificare etnică la nivel local și regional, deoarece ofensiva lor a alungat de la casele lor un număr mare de arabi.

### Istorici care îl consideră un plan de cucerire
- Walid Khalidi (secretarul general al Institutului pentru Studii Palestiniene) a oferit următoarea interpretare[40] într-o expunere în fața Comitetului American pentru Ierusalim:

După cum e demonstrat de Planul Dalet al Haganah, conducerea evreiască era hotărâtă să conecteze preconizatul stat evreu cu corpus separatum al Ierusalimului. Însă corpus separatum se afla adânc în teritoriul arab, în mijlocul preconizatului stat palestinian, astfel încât această legătură nu putea fi făcută decât pe cale militară.
Khalidi numește Planul Dalet un „Master Plan pentru cucerirea Palestinei”. El atrage atenția asupra ideilor sioniste privitoare la transfer și la un stat evreiesc în toată Palestina și asupra caracterului ofensiv al operațiunilor militare ale sioniștilor ca principală dovadă a interpretării sale.
- În cartea Purificarea etnică a Palestinei, istoricul israelian[41][42][43][44] Ilan Pappé insistă că Planul Dalet a fost un „proiect de purificare etnică”:

... acest ... proiect a explicat clar și fără ambiguitate: palestinienii trebuiau să dispară ... Scopul planului a fost, de fapt, distrugerea zonelor rurale și urbane ale Palestinei.
Pappé face distincție între secțiunea generală a Planului Dalet și ordinele operaționale transmise trupelor. Conform lui Pappé, secțiunea generală a planului, care a fost distribuită politicienilor, inducea în eroare în privința intențiilor reale ale Haganah. Adevăratul plan a fost înmânat comandanților de brigăzi „nu ca instrucțiuni vagi, ci ca ordine operaționale clare de acțiune”. Pe lângă secțiunea generală, „fiecare comandant de brigadă a primit o listă a satelor sau cartierelor care trebuiau ocupate, distruse, iar locuitorii lor expulzați”.

### Istorici care îl consideră un plan defensiv
- În cartea sa despre nașterea problemei refugiaților palestinieni, istoricul israelian Benny Morris discută relevanța ideii de „transfer de populație” în accepțiunea sionistă. Morris trage concluzia că a existat un sprijin sionist pentru „transfer” „în anii 1930 și începutul anilor 1940” și că, deși „ideea transferului” a făcut ca Ișuvul să-l accepte ca pe ceva natural și inevitabil în clipa în care a avut loc, acest lucru „nu este echivalent cu o planificare anterioară și nu a dus la conceperea unei politici sau a unui master plan de expulzare; Ișuvul și forțele sale militare nu au intrat în războiul din 1948, declanșat de tabăra arabă, cu o politică sau un plan de expulzare”.[47]

Referitor la intențiile Planui Dalet, Morris scrie:
Esența planului era alungarea forțelor ostile și potențial ostile din interiorul teritoriului proiectatului stat evreu, realizarea continuității teritoriale între principalele concentrări de populație evreiască și securizarea frontierelor viitorului stat înainte de și în anticiparea invaziei [statelor arabe]. Haganah privea aproape toate satele ca activ sau potențial ostile.
Planul nu a fost înțeles și nici folosit de ofițerii superiori de pe teren ca pe o instrucțiune acoperită pentru expulzarea 'arabilor'. Dar, în ceea ce privește expulzarea sau distrugerea satelor care au opus rezistență sau care ar fi putut amenința Ișuvul, a constituit o doctrină strategică și o carte albă pentru expulzări pentru comandanții de front, brigăzi, district și batalioane (care au justificat fiecare caz prin necesitatea militară) și le-a dat comandanților, post facto, o acoperire formală și convingătoare pentru acțiunile lor. Totuși, în perioada aprilie–iunie, relativ puțini comandanți s-au confruntat cu dilema morală a deciziei de a pune în aplicare clauzele de expulzare. Orășenii și sătenii își părăseau de obicei singuri locuințele înainte sau în timpul luptelor, iar Haganah a trebuit doar în cazuri rare să discute despre sau să emită ordine de expulzare....”.
- Conform istoricului israelian Yoav Gelber,[qt 1] Planul Dalet a fost unul defensiv:

Deși prevedea contraatacuri, Planul Dalet a fost o schemă defensivă, iar scopurile lui erau: (1) protejarea frontierelor viitorului stat evreu în conformitate cu linia de separație; (2) securizarea continuității sale teritoriale în fața tentativelor de invazie; (3) garantarea libertății de deplasare pe șosele și (4) asigurarea continuării rutinei zilnice esențiale.
Gelber respinge ceea ce el numește versiunea „inventată de palestinieni” a Planului Dalet. Gelber spune: „Textul a clarificat fără echivoc că expulzările priveau doar acele sate care ar fi luptat împotriva Haganah și ar fi rezistat ocupației, și nu toate așezările arabe”.
- Istoricul militar israelian David Tal a scris că „planul nu a furnizat condițiile pentru distrugerea satelor palestiniene și deportarea locuitorilor; nu acesta a fost scopul compunerii planului”, iar „țelul său era să asigure controlul deplin asupra teritoriului repartizat evreilor prin rezoluția de împărțire [a Palestinei], plasând astfel Haganah în cea mai bună poziție strategică posibilă pentru a face față unei invazii arabe”.[51]